# Котельникова, Лиана Романовна
Лиана Романовна Котельникова — российская футболистка, полузащитница московского «Чертаново». Выступала за сборную России.

## Биография
Начала заниматься футболом в 12 лет. Первый тренер — Хорьков Сергей Николаевич. Выступала на позициях центрального полузащитника и нападающий.
Играла в молодёжных клубах: «Мирас», «Гроза», «Звезда-2005». В 2021 году вошла в изначальный состав ЖФК «Рубин», где провела 24 матча и забила один гол в ворота команды «Рязань-ВДВ» 20 ноября 2021 года.
С 10 января 2022 года стала игроком Молодёжного состава московского «Динамо». Один из лучших бомбардиров команды в межсезонье-2022 (8 голов). Вице-капитан клуба в сезоне Молодёжной лиги 2022 года. 30 апреля 2022 года забила свой первый гол за «Динамо» в официальных матчах — в ворота ЖФК «Рязань-ВДВ» (2:1). 24 сентября 2022 года оформила первый в своей карьере хет-трик за «Динамо» в официальных матчах — в ворота ЖФК «Звезда-2005» (7:0). Её мяч в ворота «Локомотива» (2:1) был выбран болельщиками и лучшим голом «Динамо» в октябре-ноябре, и лучшим голом всего сезона 2022.
Первый матч за основную команду «Динамо» в Суперлиге провела 19 марта 2023 года против «Енисея». Первый гол за основную команду забила 25 марта в матче с «Рязанью-ВДВ». С августа 2023 по декабрь 2024 года играла в «Звезде-2005» сперва на правах аренды до конца сезона 2023, далее аренда была продлена на 2024 год. В январе 2025 года ушла в аренду в московское «Чертаново».
В 2022 году попала в расширенный список молодёжной сборной России U-21. В июне 2022 года была приглашена на учебно-тренировочный сбор национальной команды России, в ходе которого приняла участие в дебютном для себя товарищеском матче с ЖФК ЦСКА (3:1) за основную команду страны. Первый официальный матч за основную сборную России провела 1 июня 2024 года против сборной Уругвая.